# Euastrum crassum
Euastrum crassum là một loài Song tinh tảo trong họ Desmidiaceae, thuộc chi Euastrum.